# 잘 나가는 그녀에게 왜 애인이 없을까
《잘 나가는 그녀에게 왜 애인이 없을까》(영어: Gray Matters)는 미국에서 제작된 수 크레이머 감독의 2006년 로맨틱 코미디 영화이다. 헤더 그레이엄 등이 출연하였고, 질 푸틀릭 등이 제작에 참여하였다.

## 출연
- 헤더 그레이엄
- 브리짓 모이너핸
- 톰 캐버나
- 몰리 섀넌
- 레이철 셸리
- 워런 크리스티
- 앨런 커밍
- 시시 스페이섹
- 글로리아 게이너
- 알레한드로 아벨런

## 기타 제작진
- 협력 제작: 데이브 게어
- 공동 제작: 레이철 피터스, 토드 윌리엄스
- 배역: 수전 테일러 브라우스, 린 캐로, 시그 더미겔, 어맨다 매키 존슨, 캐시 샌드리치
- 미술: 린다 델로자리오, 리처드 패리스